# División de Honor 1977-1978 (hockey su pista)
La División de Honor 1977-1978 è stata la 9ª edizione del torneo di primo livello del campionato spagnolo di hockey su pista. La competizione è iniziata il 18 settembre 1977 e si è conclusa il 12 marzo 1978. Il torneo è stato vinto dal Barcellona per la terza volta nella sua storia.

## Stagione

### Novità
A prendere il testimone del Vendrell, del Mieres e del Terrassa retrocesse dopo la stagione regolare in Primera Division vi furono, vincendo il campionato cadetto, il Cerdanyola, Reus Ploms e il Calafell.

### Formula
La División de Honor 1977-1978 vide ai nastri di partenza quattordici club; la manifestazione fu organizzata con un girone all'italiana, con gare di andata e ritorno per un totale di 26 giornate: erano assegnati 2 punti per l'incontro vinto e un punto a testa per l'incontro pareggiato, mentre non ne era attribuito alcuno per la sconfitta. Al termine del campionato la squadra prima classificata venne proclamata campione di Spagna mentre la tredicesima e la quattordicesima retrocedettero direttamente in Primera Division, il secondo livello del campionato. L'undicesima e la dodicesima classificata disputarono un play-out con la terza e la quarta squadra classificata della Primera Division.

## Squadre partecipanti
| Club           | Stagione | Città                    | Stadio          | Stagione precedente                                      |
| -------------- | -------- | ------------------------ | --------------- | -------------------------------------------------------- |
| Arenys de Munt | dettagli | Arenys de Munt           |                 | 5º posto in División de Honor                            |
| Barcellona     | dettagli | Barcellona               | Palau Blaugrana | 1º posto in División de Honor                            |
| Calafell       |          | Calafell                 |                 | 3º posto in Primera División, vince i play-out, promosso |
| Caldes         |          | Caldes de Montbui        |                 | 9º posto in División de Honor                            |
| Cerdanyola     | dettagli | Cerdanyola del Vallès    |                 | 1º posto in Primera División, promosso                   |
| Cibeles        | dettagli | Oviedo                   |                 | 6º posto in División de Honor                            |
| Montemar       |          | Alicante                 |                 | 11º posto in División de Honor                           |
| Noia           | dettagli | Sant Sadurní d'Anoia     |                 | 8º posto in División de Honor                            |
| Reus Deportiu  | dettagli | Reus                     |                 | 2º posto in División de Honor                            |
| Reus Ploms     |          | Reus                     |                 | 2º in Primera División, promosso                         |
| Sentmenat      | dettagli | Sentmenat                |                 | 7º posto in División de Honor                            |
| Vic            | dettagli | Vic                      |                 | 10º posto in División de Honor                           |
| Vilanova       | dettagli | Vilanova i la Geltrú     |                 | 4º posto in División de Honor                            |
| Voltregà       | dettagli | Sant Hipòlit de Voltregà |                 | 3º posto in División de Honor                            |

## Classifica finale
|                   | Pos. | Squadra        | Pt | G  | V  | N | P  | GF  | GS  | DR   |
| ----------------- | ---- | -------------- | -- | -- | -- | - | -- | --- | --- | ---- |
| Spagna (bandiera) | 1.   | Barcellona     | 46 | 26 | 21 | 4 | 1  | 163 | 62  | +101 |
| [ 1 ]             | 2.   | Voltregà       | 39 | 26 | 17 | 5 | 4  | 170 | 79  | +91  |
| [ 2 ]             | 3.   | Reus Deportiu  | 36 | 26 | 17 | 2 | 7  | 148 | 94  | +54  |
|                   | 4.   | Vic            | 33 | 26 | 14 | 5 | 7  | 116 | 87  | +29  |
|                   | 5.   | Noia           | 32 | 26 | 15 | 2 | 9  | 119 | 91  | +27  |
|                   | 6.   | Sentmenat      | 32 | 26 | 15 | 2 | 9  | 139 | 109 | +30  |
|                   | 7.   | Cerdanyola     | 31 | 26 | 13 | 5 | 8  | 127 | 97  | +30  |
|                   | 8.   | Reus Ploms     | 25 | 26 | 10 | 5 | 11 | 93  | 95  | -2   |
|                   | 9.   | Vilanova       | 25 | 26 | 11 | 3 | 12 | 107 | 88  | +19  |
|                   | 10.  | Cibeles        | 19 | 26 | 9  | 1 | 16 | 98  | 111 | -13  |
|                   | 11.  | Arenys de Munt | 17 | 26 | 7  | 3 | 16 | 87  | 140 | -53  |
|                   | 12.  | Caldes         | 14 | 26 | 5  | 4 | 17 | 86  | 145 | -59  |
|                   | 13.  | Calafell       | 13 | 26 | 6  | 1 | 19 | 84  | 149 | -65  |
|                   | 14.  | Montemar       | 2  | 26 | 0  | 2 | 24 | 82  | 272 | -190 |

Legenda:
  Vincitore della Coppa del Re 1978.
      Campione di Spagna e ammessa alla Coppa dei Campioni 1978-1979.
      Eventuali squadre ammesse alla Coppa dei Campioni 1978-1979.
      Ammessa alla Coppa delle Coppe 1978-1979.
  Partecipa ai play-out.
      Retrocesse in Primera Division 1978-1979.
Note:
Due punti a vittoria, uno a pareggio, zero a sconfitta.

## Play-out
|                | Risultati |                | Luogo e data                      |
| -------------- | --------- | -------------- | --------------------------------- |
| Alameda        | 2-4       | Arenys de Munt | Osuna, 21 maggio 1978             |
| Arenys de Munt | 6-4       | Alameda        | Arenys de Munt, 4 giugno 1978     |
|                |           |                |                                   |
| Caldes         | 11-5      | Alcobendas     | Caldes de Montbui, 21 maggio 1978 |
| Alcobendas     | 6-1       | Caldes         | Alcobendas, 28 maggio 1978        |
|                |           |                |                                   |